# Colonia di Saybrook
La colonia di Saybrook fu una colonia inglese fondata nella Nuova Inghilterra alla fine del 1635 alla foce del fiume Connecticut, nell'odierna Old Saybrook, Connecticut. Saybrook fu fondata da John Winthrop il Giovane, figlio di John Winthrop il Vecchio, governatore della colonia della baia del Massachusetts. Winthrop il Giovane fu nominato governatore dai coloni originari, tra cui il colonnello George Fenwick e il capitano Lion Gardiner. Essi rivendicavano il possesso della terra tramite un atto di trasferimento di proprietà da Robert Rich, II conte di Warwick. La colonia fu chiamata così in onore di Lord Saye e Lord Brooke, importanti parlamentari e detentori delle concessioni di terra della colonia.

## Storia
I primi coloni della colonia erano ardenti sostenitori di Oliver Cromwell e della democrazia. I preparativi per l'insediamento inclusero l'invio di una nave con un carico insolito di ferramenta per realizzare un ponte levatoio e saracinesche, e persino un ingegnere militare esperto. Il forte di Saybrook doveva essere il più forte del New England. Tuttavia, importanti puritani presto "trovarono il paese [l'Inghilterra] pieno di voci sulla loro partenza", e temevano che non gli sarebbe stato permesso di vendere le loro proprietà e imbarcarsi sulla nave. Entro il 1638, i piani per Saybrook furono abbandonati. I finanziatori rimasero in Inghilterra e svolsero i loro rispettivi ruoli politici e militari nella guerra civile inglese e nel suo aftermath. Di conseguenza, la colonia andò in difficoltà e, nel 1644, si fuse con la più vivace Colonia del Connecticut a pochi chilometri a monte del fiume.
Nel 1647, il maggiore John Mason assunse il comando del forte di Saybrook, che controllava la principale rotta commerciale e di rifornimento per la valle del fiume superiore. Il forte bruciò misteriosamente fino alle fondamenta, ma un altro forte migliorato fu rapidamente costruito nelle vicinanze. Trascorse lì i successivi 12 anni e prestò servizio come Commissario nella Confederazione della Nuova Inghilterra, capo ufficiale militare, magistrato e pacificatore. Veniva continuamente chiamato a negoziare equamente l'acquisto di terre indiane, a scrivere un trattato o ad arbitrare qualche lite indiana, molte delle quali erano state istigate dal suo amico Uncas.